# 威斯特法伦足球及田径协会
威斯特法伦足球及田径协会（德語：Fußball- und Leichtathletik-Verband Westfalen e. V.，简称威斯特法伦足田协(FLVW)）是德国威斯特法伦境内所有足球和田径俱乐部的伞式组织。它同时也是德国足球总会辖下的21个州级协会之一和西德足球协会的成员之一。足球协会的总部自1951年起设于卡门的凯泽坳体育学院内，此前则设于哈姆。威斯特法伦足田协成立于1954年，它由1946年成立的威斯特法伦足球协会和威斯特法伦田径协会合并而成。
协会在足球领域共有837068名注册球员、2258家俱乐部和16685支球队在联赛系统中作赛。这使得威斯特法伦足田协成为球员数量仅次于巴伐利亚足协的德国第二大州级协会，若按俱乐部及球队数量计则为全德第三大——仍落后于下萨克森足协。协会在田径领域中拥有670家俱乐部的约152000名成员，而在业余体育和群众性运动中也拥有325架俱乐部的约42000名成员。